# Hannoveri véreb
A hannoveri véreb (Hannoverscher Schweisshund) egy német kutyafajta.

## Története
Kialakulása az 1700-as évekre tehető. A Hannover környékén élő vadőrök alakították ki nehéz testű, illetve könnyebb csontozatú vérebek keresztezésével. Mind a mai napig munkakutyaként tartják, finom szaglását különösen nagyra becsülik. Elsődleges feladata a sebzett vad felkutatása, nyomon követése volt. Kitartó és szenvedélyes, ugyanakkor kiegyensúlyozott kutya. Bátor, jó természetű, hűséges. A különböző kutyabetegségekkel szemben fölöttébb ellenálló. Tanulékony, könnyen képezhető, azonban társasági kutyának egyáltalán nem alkalmas. „Szerencsés” fajta, hiszen manapság is főként vadászok tartják, tehát arra használják, amire az 1700-as években kitenyésztették.

## Külleme
Marmagassága 48-55 centiméter, tömege 25-40 kilogramm. Erőteljes felépítésű, viszonylag rövid lábú eb, amelyet elsősorban a megsebzett vad felkutatására és megállítására tenyésztettek ki. Szőrzete rövid, szarvasvörös vagy tigriscsíkos. Gyakran feltűnő, fekete maszkot visel.

## Jelleme
Természete nyugodt és hűséges, ezzel együtt határozott és következes gazdát kíván.  

## Képgaléria

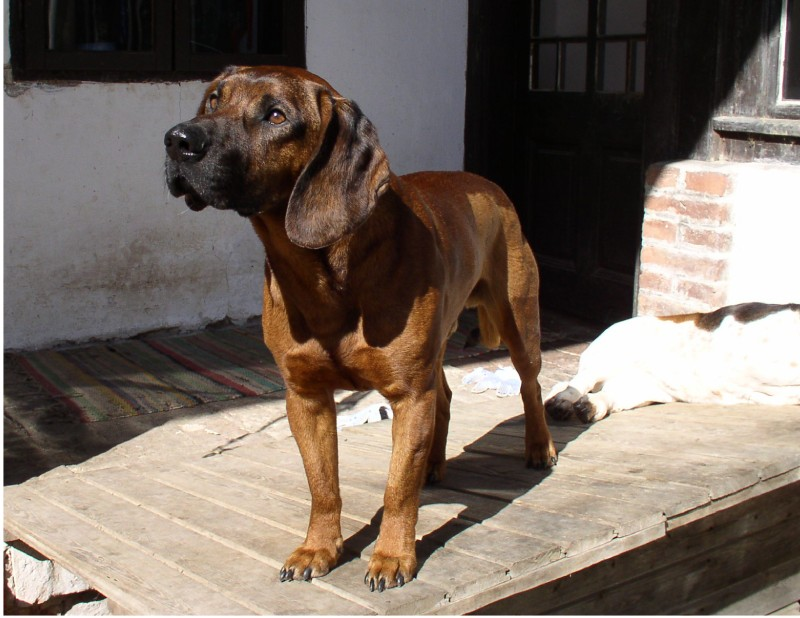
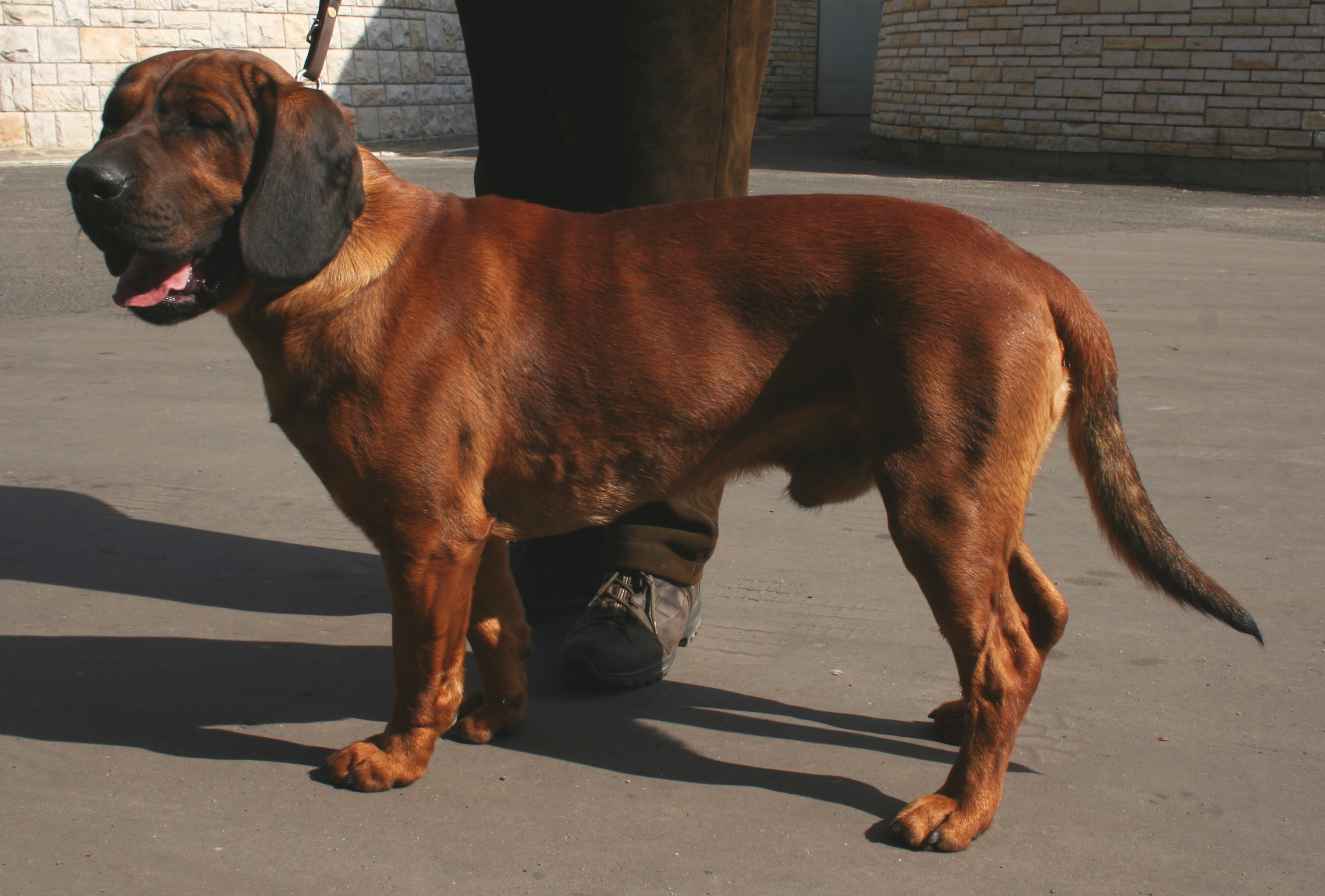
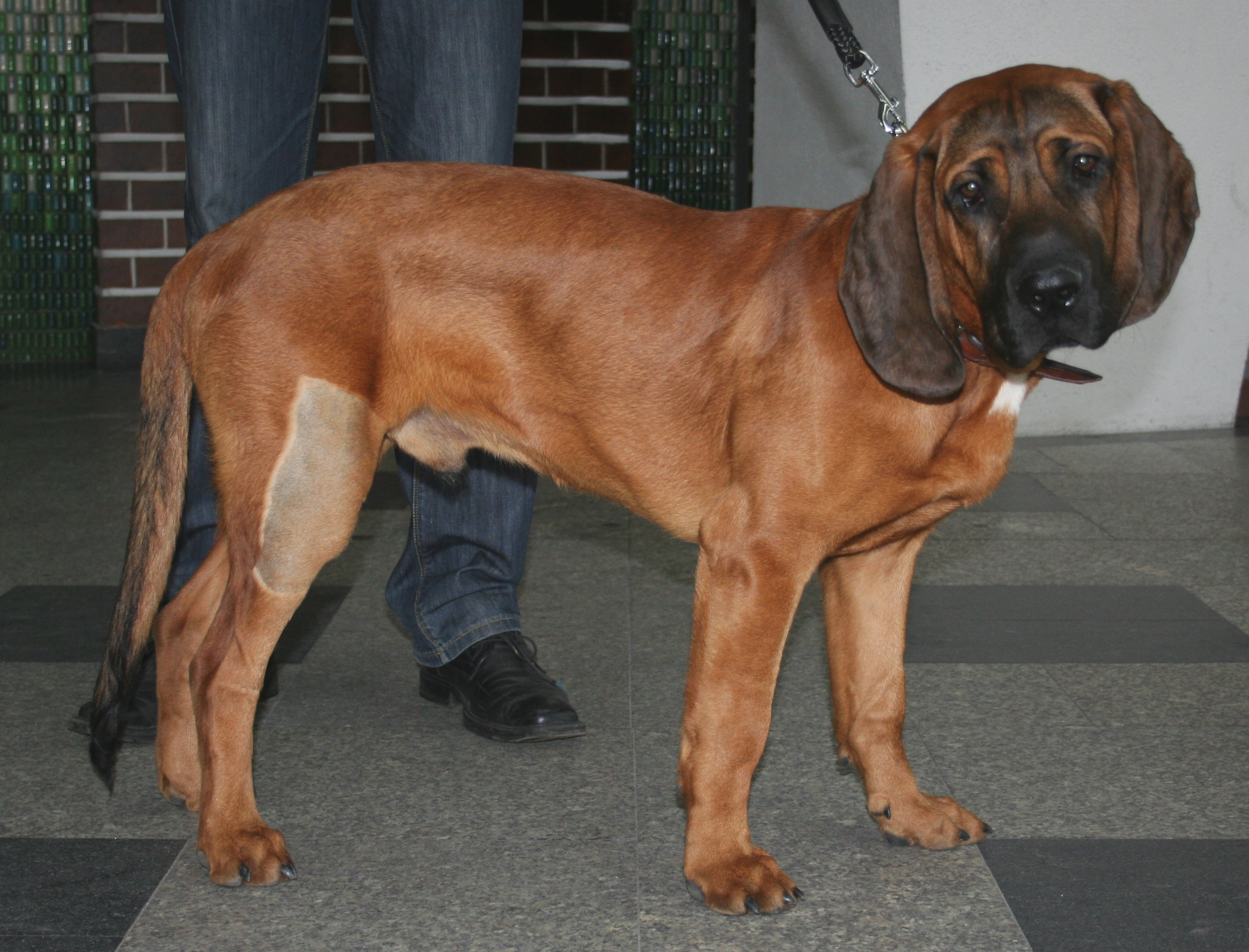
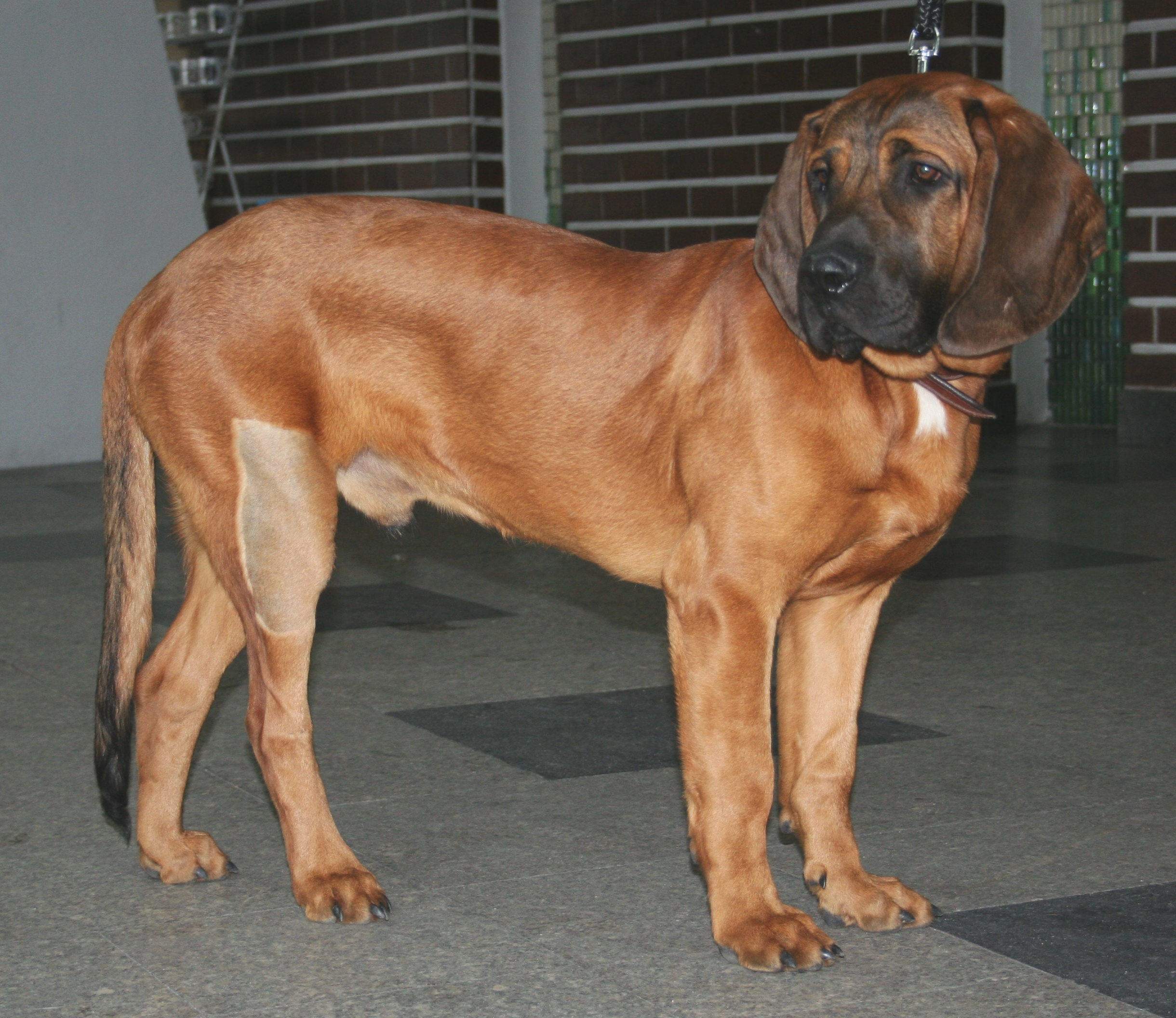